# گیلبرت هیچکاک
گیلبرت هیچکاک (به انگلیسی: Gilbert Hitchcock) سناتور سابق عضو حزب دموکرات ایالات متحده آمریکا بود. وی در سال ۱۹۱۱ تا ۱۹۲۳ میلادی سناتور ایالت نبراسکا در سنای ایالات متحده آمریکا بود.